# 程徳全
程 徳全（てい とくぜん）は、清末民初の政治家。中華民国の初代江蘇都督。字は純如。号は雪楼・本良。法名は寂照。本貫は江蘇省蘇州府呉県。

## 事跡
清で貢生となる。1890年（光緒16年）、国子監で学ぶ。翌年から、主に黒竜江において政治的経歴を積み重ね、主に事務、文書起草の任に就いた。1905年（光緒31年）、黒竜江将軍を署理し、1907年（光緒33年）、黒竜江巡撫を署理する。1909年（宣統元年）、奉天巡撫に任命された。1910年（宣統2年）、江蘇巡撫に異動した。
辛亥革命勃発後の1911年（宣統3年）11月、程徳全は周囲から推戴され、江蘇都督となる。1912年（民国元年）1月3日に南京臨時政府が成立すると、その内務部総長に任命された。その同日、中国同盟会を離脱した章炳麟（章太炎）・張謇らと中華民国連合会（後の統一党）を組織している。4月、臨時大総統に就任した袁世凱から、改めて江蘇都督に任命される。5月、統一党は民社と合併して共和党となったが、程徳全は章太炎と不和になり、共和党から離党した。
1913年（民国2年）の二次革命（第二革命）では、程徳全は江蘇省の独立を宣言した。しかし、まもなく上海に赴くなどして、実際の活動は乏しかった。同年9月、二次革命の敗北とともに、江蘇都督を辞任した。これにより政界から引退し、以後は上海で仏門に入った。
1930年（民国19年）5月29日死去。享年71。